# Parabrachiella seriolae
Parabrachiella seriolae is een eenoogkreeftjessoort uit de familie van de Lernaeopodidae. De wetenschappelijke naam van de soort is voor het eerst geldig gepubliceerd in 1960 door Yamaguti & Yamasu.